# Jaguar AJ126
Der AJ126 ist ein 3,0-l-V6-Motor aus dem Hause Jaguar Land Rover (JLR), der nach der vollständigen Abspaltung von Ford den bis dato genutzten und mit dem Ford Duratec verwandten AJ-V6 ersetzt.
Der AJ126 verfügt über 2.995 cm³ Hubraum bei einer Bohrung von 84,5 mm und einem Hub von 89 mm. Der Zylinderwinkel beträgt 90°. Die Verdichtung liegt bei 10,5:1. Alle Versionen des AJ126 verfügen über eine Kompressoraufladung und unterscheiden sich im Detail vor allem bei der Leistung.

## Übersicht AJ126-Motor und -Baureihen
| Motor | Hubraum [l] | Zeitraum                                | kW  | PS  | Nm  | Merkmal            | Fahrzeuge                   |
| ----- | ----------- | --------------------------------------- | --- | --- | --- | ------------------ | --------------------------- |
| AJ126 | 3,0         | ab 06/2013, 06/2015–05/2017, ab 09/2015 | 250 | 340 | 450 | 1,75 bar Ladedruck | Jaguar F-Type, XE S, XF 35t |
| AJ126 | 3,0         | ab 06/2013, ab 05/2017, ab 09/2015      | 280 | 380 | 460 | 1,9 bar Ladedruck  | Jaguar F-Type S, XE S, XF S |
| AJ126 | 3,0         | ab 01/2017                              | 294 | 400 | 460 |                    | Jaguar F-Type 400           |

## Herkunft
Der AJ126 basiert im Prinzip auf dem Jaguar AJ133 V8. Durch die äußerliche Ähnlichkeit der Gehäuse und Zylinderköpfe können beide Triebwerke, d. h. sowohl der V6 wie auch der V8, auf einer Produktionslinie hergestellt werden, da nur geringe Änderungen an den Werkzeugen und Prozessen notwendig sind. Eine Verwandtschaft mit Triebwerken aus dem Hause Ford besteht nicht. Hierbei ersetzt der AJ126 im JLR-Konzern den zuvor genutzten AJ-V6 mit 60° Zylinderwinkel.